# Socjalistyczna Partia Pracy Ameryki
Socjalistyczna Partia Pracy Ameryki (ang. Socialist Labor Party of America, SLP) – najstarsza amerykańska socjalistyczna partia polityczna, założona w 1876.    
Jej działacze byli jednymi ze założycieli związku zawodowego Robotników Przemysłowych Świata (IWW).    

## Historia
Ugrupowanie zostało utworzone 15 lipca 1876 w Nowym Jorku. Początkowo nazywało się Partia Robotnicza Stanów Zjednoczonych (Workingmen's Party of the United States), ale podczas kongresu w Newark (w stanie New Jersey) 26 grudnia 1877 zmieniło nazwę na Socjalistyczną Partię Pracy (Socialistic Labor Party), a następnie, pod koniec lat 80. XIX wieku, na Socjalistyczną Partię Pracy (Socialist Labor Party). Partia była dodatkowo znana w niektórych państwach jako Partia Przemysłowa lub Partia Rządu Przemysłowego.  
W 1890 SLP znalazło się pod wpływem Daniela De Leona, który wykorzystał swoją rolę jako redaktora The Weekly People, oficjalnego organu prasowego SLP w języku angielskim, aby rozszerzyć popularność partii poza jej wówczas w dużej mierze niemieckojęzyczne członkostwo. Pomimo swoich osiągnięć De Leon był postacią polaryzującą wśród członków SLP. W 1899 jego przeciwnicy opuścili SLP i połączyli się z Socjaldemokratyczną Partią Ameryki, tworząc potem Socjalistyczną Partię Ameryki. 
Po śmierci De Leona w 1914 sekretarzem krajowym został Arnold Petersen. Krytyczna zarówno wobec Związku Radzieckiego, jak i reformizmu Socjalistycznej Partii Ameryki, SLP coraz bardziej izolowała się od większości amerykańskiej lewicy. Jego wsparcie wzrosło pod koniec lat czterdziestych, ale ponownie spadło w latach pięćdziesiątych, kiedy Eric Hass stał się wpływowy w partii. SLP doświadczyło kolejnego wzrostu wsparcia pod koniec lat 60. XX wieku, ale potem ponownie spadło. SLP po raz ostatni nominowała kandydata na prezydenta w 1976. A 1 września 2008 zamknęła biuro krajowe.

## Ideologia
Partia opowiada się za „socjalistycznym związkiem przemysłowym”, wiarą w fundamentalną transformację społeczeństwa poprzez połączone działania politycznego i przemysłowego klasy robotniczej zorganizowanej w związkach przemysłowych.

## Działalność
Członkowie SLP wraz działaczami m.in. Socjalistycznej Partii Ameryki i Zachodniej Federacji Górników utworzyli w 1905 związek zawodowy Robotników Przemysłowych Świata (Industrial Workers of the World, w skrócie IWW). Wśród założycieli IWW znaleźli się William Haywood (Zachodnia Federacja Górników), Daniel De Leon (Socjalistyczna Partia Pracy Ameryki) i Eugene Debs (Socjalistyczna Partia Ameryki).